# Montilliez
Montilliez ist eine politische Gemeinde im Kanton Waadt, Schweiz. Sie ist am 1. Juli 2011 aus dem Zusammenschluss der Gemeinden Dommartin, Naz, Poliez-le-Grand und Sugnens entstanden. Sitz der Gemeindeverwaltung ist Poliez-le-Grand.
Der Name ist von einem im geographischen Zentrum der künftigen Gemeinde gelegenen Flurstück mit dem Namen Au Montilliez abgeleitet. Der Name bedeutet Zum Lindenberg (von lat. tilia = Linde).

## Geografie
Die Gemeinde Montilliez liegt im Herzen des Gros-de-Vaud südöstlich des Bezirkshauptstädtchens Echallens zwischen dem Flüsschen Talent im Osten und der Mentue im Westen. Die Nachbargemeinden von Montilliez sind im Norden Fey, im Nordosten Montanaire, im Osten Jorat-Menthue, im Süden Poliez-Pittet, im Südsüdwesten Bottens, im Südwesten Echallens und im Nordwesten Villars-le-Terroir.